# ماري كولين
ماري كولين (بالإنجليزية: Mary Cullen)‏ (و. 1982  م) هي منافسة ألعاب القوى أيرلندية.

## التعليم
تعلمت في كلية بروفيدنس.

## روابط خارجية
- ماري كولين على موقع الاتحاد الدولي لألعاب القوى (الإنجليزية)